# Francis Arthur Bather
Francis Arthur Bather, född 17 februari 1863 i Richmond i Surrey, död 20 mars 1934, var en engelsk paleontolog och museiman.
Bather disputerade för doktorsgraden i Oxford 1900, varefter han anställdes vid paleontologiska avdelningen på British Museum, där han 1903 blev biträdande intendent (Assistant Keeper) och 1924–1928 var intendent (Keeper). Han sysselsatte sig särskilt med fossil, tillhörande Echinodermata, där han var en av de ledande forskarna och auktoriteterna, även angående hela stammens systematik och morfologi.
Bland hans arbeten märks: British Fossil Crinoidea (1890–1892), Crinoidea of Gotland (1893), Studies in Edrioasteroidea (1898–1915), band III, "Echinoderma" i Ray Lancasters "Treatise of Zoology" (1900) samt artikeln "Echinodermata" i "Encyclopædia Britannica" (1902 och 1911). Han var även en framstående och initiativrik museiman och som sådan en tid president i The Association of Museums. Han blev ledamot av Royal Society 1909, filosofie hedersdoktor i Uppsala vid Linnéjubileet 1907 och tilldelades Lyellmedaljen 1911.